# یواس‌اس وایکینگ (ای‌آراس-۱)
یواس‌اس وایکینگ (ای‌آراس-۱) (به انگلیسی: USS Viking (ARS-1)) یک کشتی است که طول آن ۱۸۰ فوت (۵۵ متر) می‌باشد. این کشتی در سال ۱۹۱۸ ساخته شد.